# Списък на политическите партии в Намибия
А — Б — В — Г — Д —
Е — Ж — З — И — Й —
К — Л — М — Н — О —
П — Р — С — Т — У —
Ф — Х — Ц — Ч — Ш —
Щ — Ю — Я

### Д
- Движение за демокрация и прогрес
- Демократическа партия на Намибия

### К
- Капривски африкански национален съюз
- Конгрес на демократите

### Н
- Немска африканска партия
- Национална партия на Югозападна Африка
- Немска лига в Югозападна Африка

### Р
- Републиканска партия

### С
- СУАПО

### О
- Обединен демократичен фронт
- Общонародна партия
- Овамболандски народен конгрес

### Ф
- Федерална конвенция на Намибия

### Х
- Християнска политическа партия